# 20 janvier 1886
Le mercredi 20 janvier 1886 est le 20e jour de l'année 1886.

## Naissances
- Albert Hermann, archéologue et géographe allemand († 19 avril 1945).
- Josef Hofbauer, écrivain et journaliste allemand († 25 septembre 1948).
- Jiang Menglin, professeur, écrivain et homme politique chinois († 19 juin 1964).
- Maurice de La Fuye, historien français († 26 juin 1958).
- Israël Leizer Karp, premier fusillé au camp de Souge († 27 août 1940).
- Aileen Manning, actrice américaine († 25 mars 1946).
- Gabriele Santini, chef d'orchestre italien († 13 novembre 1964).
- Shi Nenghai, moine bouddhiste chinois († 1er janvier 1967).